# Fabbrica Automobili Storero
La Fabbrica Automobili Storero era una casa automobilistica italiana, fondata a Torino nel 1912 da Luigi Storero e rimasta in attività fino al 1916.

## Innovazioni tecniche
L'azienda montò sulle sue vetture alcune innovazioni tecnologiche che riguardavano: il motore, la frizione e il cambio in blocco, la frizione a secco, l’impianto frenante, a leva o a pedale che agivano entrambi solo sulle ruote posteriori (soluzione tecnica per i freni tipica di quegli anni usata anche da altre aziende).

## Modelli

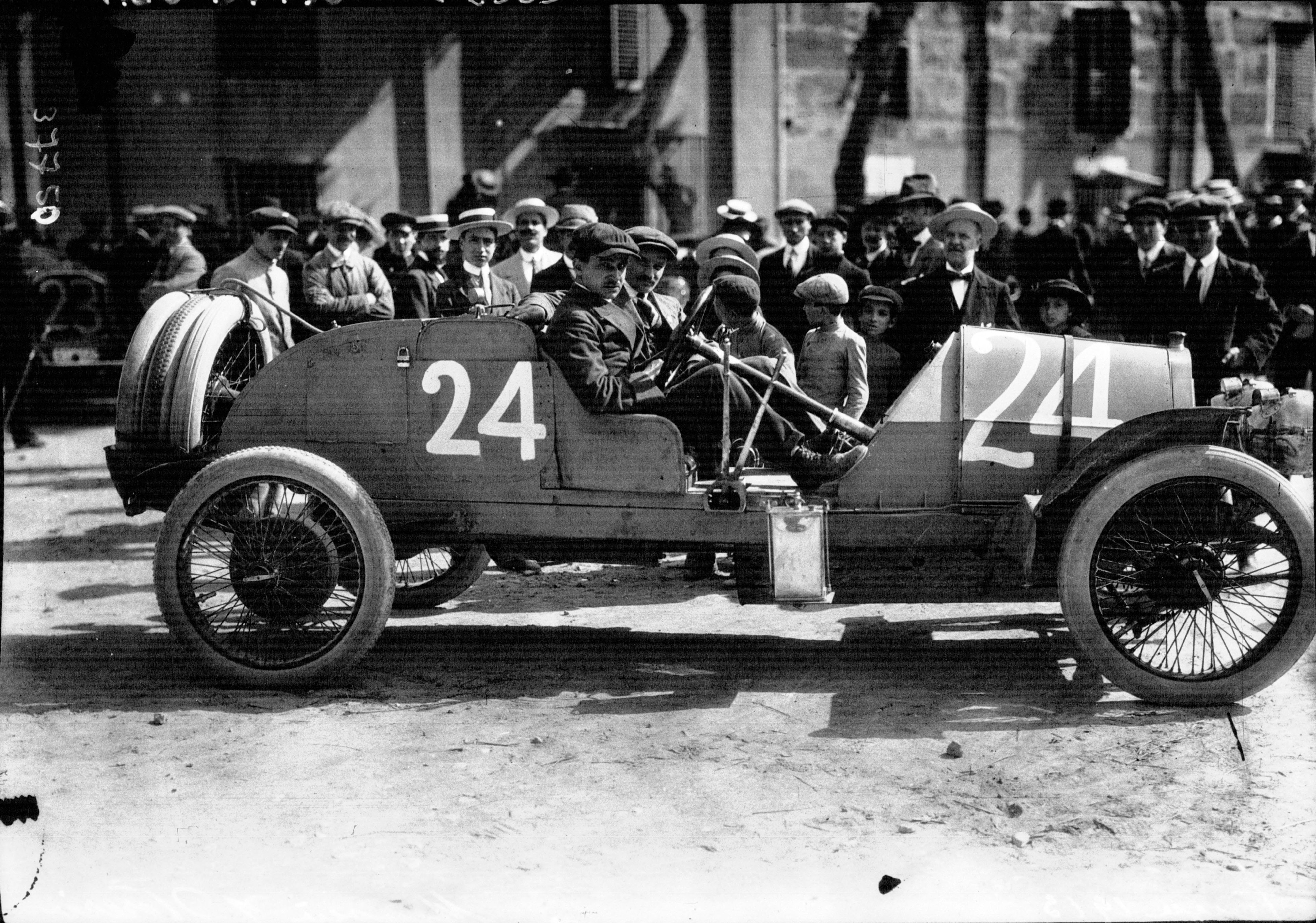
Ferdinando Minoia su Storero (numero gara 24 su Storero B 20-30 hp 3.7)[2]  alla Targa Florio del 1913
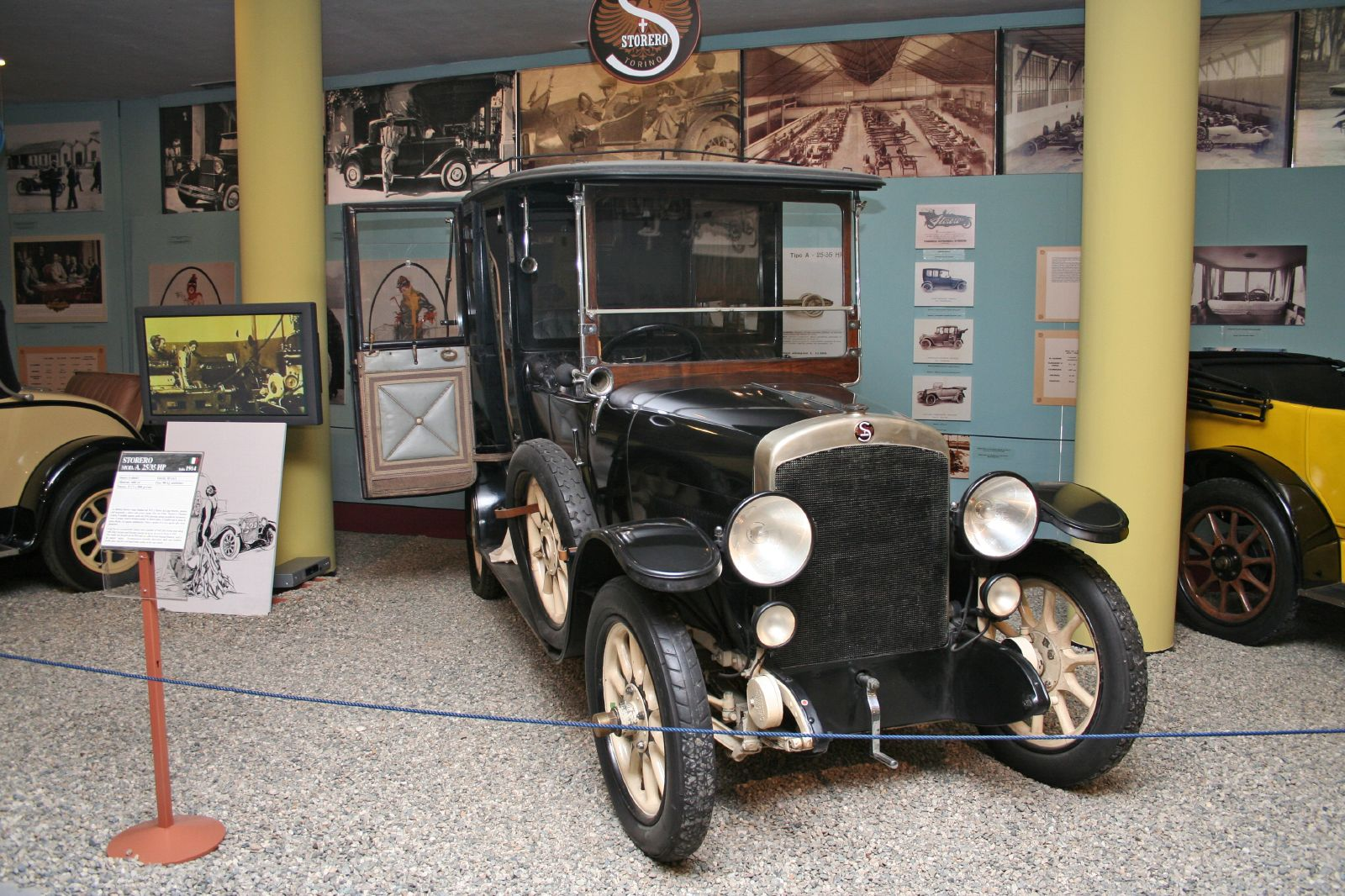
Storero modello A 25/35 HP del 1914

## Produzione
| Modello        | 15/20 HP  | 25/30 HP | tipo B 20/30 | C 35/50 HP | C2   | A | B | AS | B2 |
| Cilindrata cm³ | 3308      | 4398     | 3686         | 5526       | 4426 | - | - | -  | -  |
| nr. cilindri   | 4         | 4        | 4            | 6          | 6    | - | - | -  | -  |
| Trasmissione   | cardanica | -        | -            | -          | -    | - | - | -  | -  |

## Sport
Risulta una partecipazione all'8° Targa Florio  del 1913 - 2º Giro di Sicilia di una Storero Mod.B pilotata da Ferdinando Minoia iscritta con il numero di gara 24 che risulta ritirata dalla prima tappa.